# موريس سوليفان
موريس سوليفان (بالإنجليزية: Morris Sullivan)‏ هو منتج أفلام وشخصية أعمال أمريكي، ولد في 8 ديسمبر 1916 في سياتل في الولايات المتحدة، وتوفي في 24 أغسطس 2008 في تولشا لايك ‏ في الولايات المتحدة.

## وصلات خارجية
- موريس سوليفان على موقع IMDb (الإنجليزية)
- موريس سوليفان على موقع قاعدة بيانات الفيلم (الإنجليزية)